# روبن گالوان

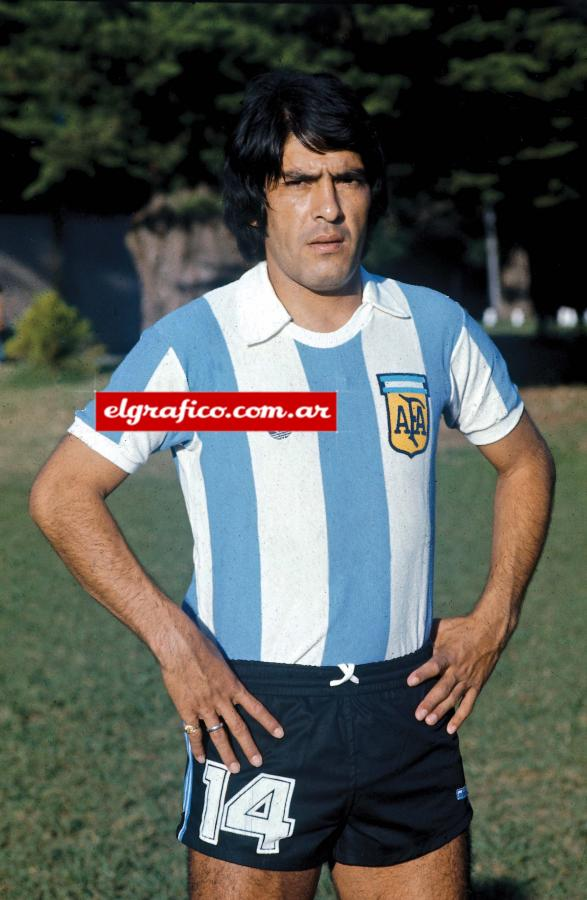
روبن گالوان در سال ۱۹۷۸

روبن گالوان (اسپانیایی: Rubén Galván‎؛ زادهٔ ۷ آوریل ۱۹۵۲) یک بازیکن فوتبال اهل آرژانتین است.
از باشگاه‌هایی که در آن بازی کرده‌است می‌توان به باشگاه اتلتیکو ایندپندینته و باشگاه فوتبال استودیانتس اشاره کرد.
وی همچنین در تیم ملی فوتبال آرژانتین بازی کرده‌است.